# Campoletis atkinsoni
Campoletis atkinsoni là một loài tò vò trong họ Ichneumonidae.